# Géza Csapó
Géza Csapó (Szolnok, 29 de dezembro de 1950 – 14 de setembro de 2022) foi um canoísta húngaro, especialista em provas de velocidade.

## Carreira
Foi vencedor da medalha de prata em K-1 1000 m em Montreal 1976.
Foi vencedor da medalha de bronze em K-1 1000 m em Munique 1972.

## Morte
A morte de Csapó foi divulgada em 14 de setembro de 2022.